# Upplands runinskrifter 1
Upplands runinskrifter 1 är en vikingatida runsten av röd sandsten i Adelsö kyrka, Adelsö socken och Ekerö kommun. 
Den är 188 cm lång och 96 cm bred och inmurad upp- och nedvänd i kyrkans sakristia. Runhöjden är åtta centimeter.

## Inskriften
Translitterering av runraden:
[as]kil : lit : rita : stin : þa[na · -f-]- : u[n]-- : faþur : [si]n [-u-]a : kuþ[an]
Normalisering till runsvenska:
Æskell let retta stæin þenna [æ]f[tiʀ] ..., faður sinn, [b]o[nd]a goðan(?).
Översättning till nusvenska:
Eskil lät resa denna sten efter ..., sin fader, en god bonde (?).